# Ladislav Veselský
Ladislav Veselský (12. března 1902, Vlašim – 1960) byl český meziválečný fotbalista, útočník, reprezentant Československa.

## Fotbalová kariéra
Za československou reprezentaci odehrál 28. září 1924 přátelské utkání v Jugoslávii. Hrál za Nuselský SK.

## Ligová bilance
| Ročník    | Zápasy | Góly | Klub        |
| --------- | ------ | ---- | ----------- |
| 1925/1926 | 2      | 0    | Nuselský SK |
| CELKEM    |        |      |             |